# Anomalia de Compton-Belkovich

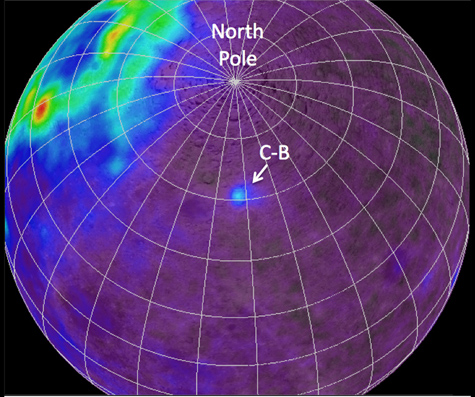
Localització de l'anomalia a la Lluna

L'anomalia de Compton Belkovich és un punt calent (conjunt volcànic) al costat ocult de la Lluna. Fou trobat per un espectròmetre de radiació gamma al 1998. És una àrea de concentració de tori, un element radioactiu. Les mostres de roques lunars del programa Apollo revelaren que la majoria del vulcanisme lunar s'havia produït fa uns de 3.000 a 4.000 milions anys, però podria haver sigut més recent, fa uns mil milions d'anys, a causa de la història desconeguda del costat ocult de la Lluna.

## Descripció
L'anomalia de Compton-Belkovich la trobà al 1998 l'espectròmetre de raigs gamma (GRS) a bord de la Lunar Prospector (LP) i, després fou identificada com un punt d'accés, situada en les coordenades 61° 06′ N, 99° 30′ E / 61.1°N,99.5°E 61° 06′ N, 99° 30′ E / 61.1°N,99.5°E / 61.1, 99.5. La concentració de tori hi arriba a 5,3 mg/g (5,3 micrograms per gram), mentre que els basalts de les terres altes que l'envolten només en contenen entre 0 i 2 g/g. En comparança amb la concentració de tori de la Terra de 0,06 g/g, la de l'anomalia de Compton-Belkovich n'és molt alta. Té inusualment una alta reflectància, identificada per un estudi d'imatge visible, que l'efectuà més tard la nau espacial Clementine. Les imatges d'alta resolució de la Lunar Reconnaissance Orbiter (LRO) han permés analitzar les característiques de la superfície de l'anomalia de Compton-Belkovich el 2011.

## Ubicació

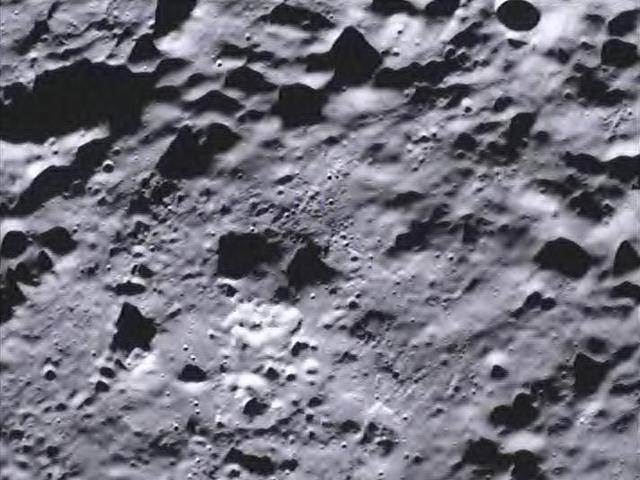
Acostament. Foto presa per la sonda Ebb de la NASA

L'anomalia es troba entre el cràter Belkovich, que té un diàmetre de 214 km d'ample, i el cràter Compton, que té 162 km d'ample. La regió en conjunt és de 32 quilòmetres d'ample i 18 km de llarg.
El centre de l'àrea és un conjunt volcànic, de 25 km a 35 km d'ample, situat entre els cràters Belkovich i Compton. És una extensió de 900 km de l'extensió nord-oriental del terreny KREEP Procellarum (una àrea que té gran abundància de KREEP, un tipus de sòl lunar de composició geoquímica característica).

## Característiques
Al centre de la zona elevada hi ha una depressió; aquesta està limitada per escarpaments i pot ser algun tipus de caldera. Al nord hi ha el Dom Petit, de 500 m de diàmetre. Més al nord hi ha una cúpula allargada, orientada de nord a sud, anomenada Dom Mitjà, de 2,5 km de llarg i 0,6 km d'ample. Tant el Dom Petit com el Mitjà tenen blocs a la part superior que poden ser bombes volcàniques. El Gran Dom és més al nord, en la vora de l'anomalia, de 2,5 km de diàmetre amb una depressió a la part superior.
Una extensió del material reflector s'estén cap al sud-est de l'àrea elevada en prop de 7 km. Podria ser un flux piroclàstic. Aquesta zona més altament reflectora també coincideix amb una àrea que mostra una característica de Christiansen, amb menor longitud d'ona. Es reflecteix més fortament en l'interval 7,1 a 7,5 micres, i això indica que el constituent principal pot ser-ne quars o feldespat alcalí.